# 림보 (춤)

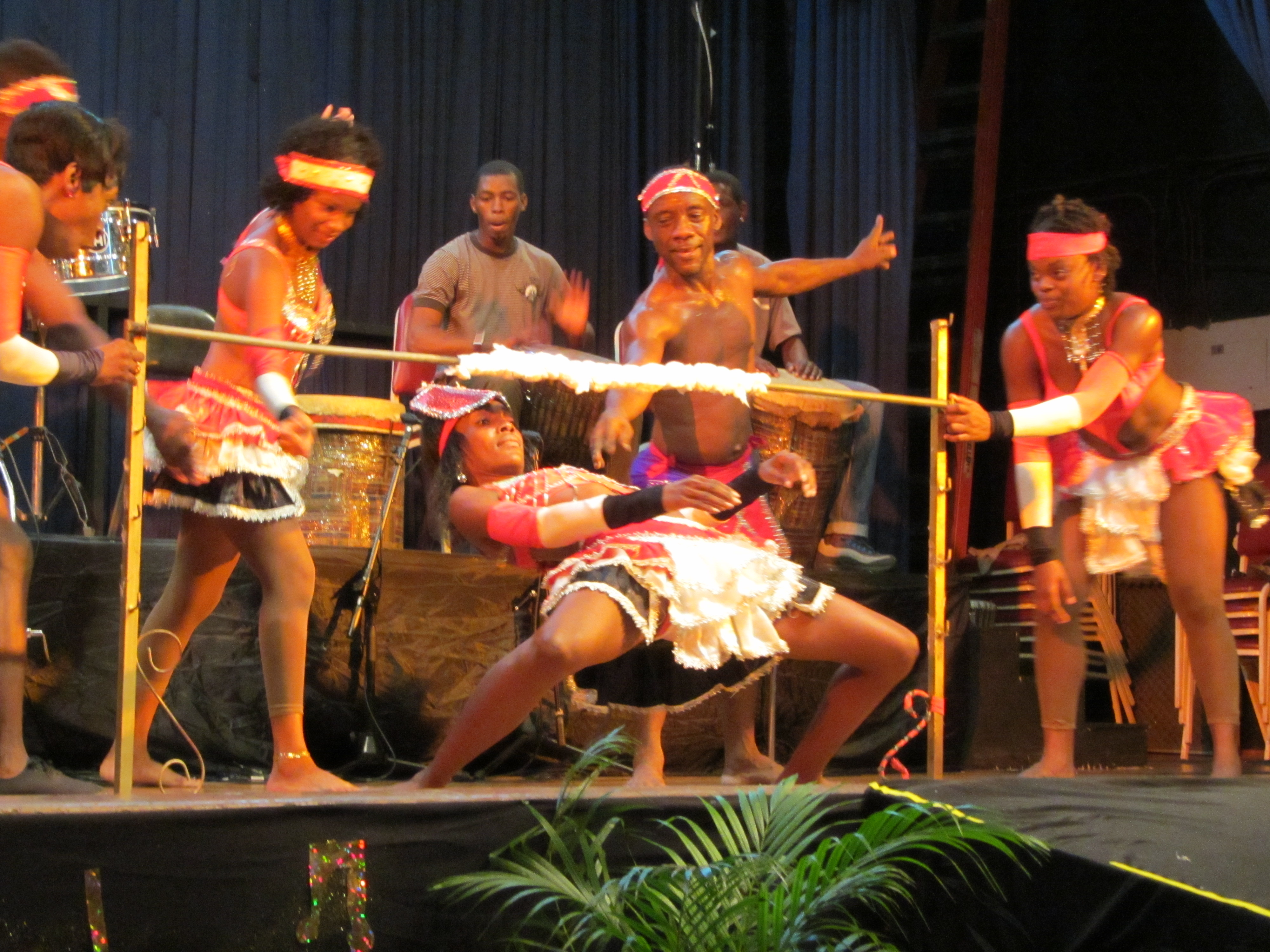
림보

림보(Limbo)는 트리니다드섬의 전통에 기반한 댄스 경연 대회이다. 바(bar)를 떨어 뜨리지 않고 낮은 바 아래로 앞으로 나아가는 것이 목표이다.

## 림보 게임
림보 댄스에서 유래한 게임이다. 바의 높이를 점점 낮게 조절해가며, 바 아래로 지나가는 것으로 승부를 본다.